# アンドレ＝シャルル・ヴォワユモ
アンドレ＝シャルル・ヴォワユモ（André Charles Voillemot 、1823年12月9日または12月13日 - 1893年4月9日）はフランスの画家である。

## 略歴
パリで生まれた。パリのエコール・デ・ボザールで、ミシェル・マルタン・ドロランに学んだ。1845年にサロン・ド・パリに初めて出展し、1850年代から1870年代の間、サロン・ド・パリに毎年出展した。1869年に出展したゲルマン人の女祭司、ウェレダを描いた作品が代表作である。
1855年にフォンテーヌブロー宮殿の再建のためにエクトール・ルフュエル(Hector Lefuel)によって建設された劇場（「ナポレオン3世の劇場」）の天井画を描いた。1867年のパリ万国博覧会のパヴィリオン(imperial pavilion)の装飾も行った。
1870年にレジオンドヌール勲章（シュバリエ）を受勲した。

## 作品

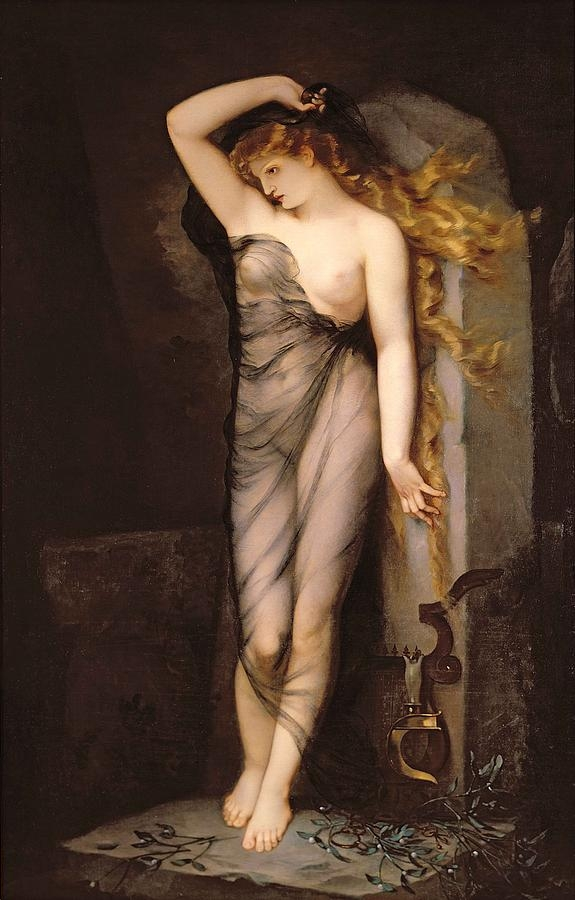
「ウェレダ」(c.1869)
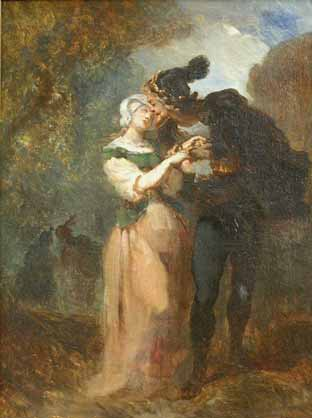
ファウストの場面から (1870)
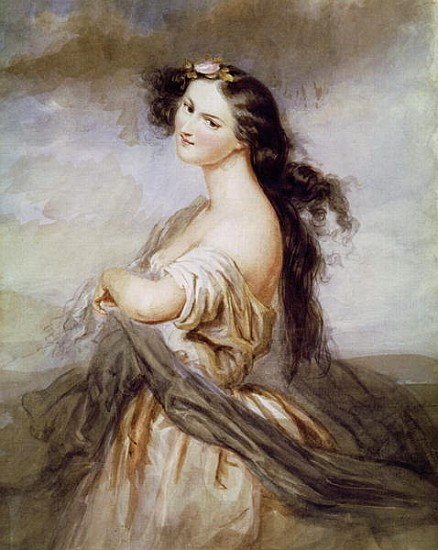
ジュリエット・ドルエ-女優